# Prezydent Malty
Prezydent Malty – konstytucyjna głowa państwa.
Prezydent Malty (mt. Il-President ta' Malta) jest mianowany decyzją  Izby Reprezentantów na pięcioletnią nieodnawialną kadencję. Prezydent stoi na straży konstytucji i jest jedyną osobą, która to przysięga. Jeśli prezydent ma wątpliwości, co do konstytucyjności prawa, choćby prokurator generalny potwierdzał jego zgodność, może poprosić o wyjaśnienie. Jest częścią parlamentu (ustanowionym przez Konstytucję - dział 51), powołuje sędziów (art. 96 Konstytucji), sprawuje władzę wykonawczą (art. 78 Konstytucji).
Obecnie prezydentem Malty jest Myriam Spiteri Debono.

## Utworzenie urzędu, wykluczenia
Urząd prezydenta utworzono 13 grudnia 1974 roku, kiedy Malta stała się republiką pozostając we Wspólnocie Narodów. Królowa Elżbieta II przestała być głową państwa, a dotychczasowy gubernator generalny Malty Anthony Mamo stał się pierwszym prezydentem Malty.
Kandydat nie może zostać mianowany na urząd prezydenta, jeżeli:
- nie jest obywatelem Malty,
- sprawuje lub sprawował urząd sędziego głównego lub sądów wyższego szczebla,
- nie jest uprawniony do bycia mianowanym lub sprawowania urzędów publicznych zgodnie z artykułami  109, 118 i 120 konstytucji.

## Rola prezydenta
Do uprawnień prezydenta zalicza się:
- ogłaszanie praw,
- rozwiązanie Izby Reprezentantów na wniosek premiera Malty,
- wyznaczenie premiera w oparciu o rozkład sił w Izbie Reprezentantów,
- wyznaczanie większości członków organów konstytucyjnych (za zgodą premiera),
- przyjmowanie ambasadorów,
- ułaskawienie (lecz nie na mocy amnestii) skazanych przestępców, złagodzenie lub pomijanie wyroków w sprawach karnych,
- przewodniczenie z urzędu Komisji ds. Wymiaru Sprawiedliwości Malty.

## Pełniący obowiązki prezydenta Malty
Pełniący obowiązki prezydenta Malty to funkcja zapisana w prawie maltańskim.
P.o. prezydenta jest wybierany przez parlament w wypadku, kiedy stanowisko prezydenta zostaje opróżnione przed upływem kadencji.
P.o. prezydenta jest faktycznie na ten czas prezydentem (inaczej nazywa się go tymczasowym prezydentem), ponieważ pełni wszystkie jej obowiązki i cieszy się pełnią praw, ale nie jest zaprzysiężony, jak wybrany prezydent.
Z racji tego, iż zdarza im się pełnić funkcję dłuższy czas (nawet dwa lata, jak Paul Xuereb), a także nie ma wtedy innej głowy państwa (nie są więc tylko zastępcami), często liczy się ich i uznaje za "prezydentów", a nie tylko p.o.
Urzędowo określa się ich jako prezydentów Ad Interim.
Lista osób p.o. prezydenta:
1. Albert Hyzler (27 grudnia 1981 - 15 lutego 1982), po ustąpieniu Antona Buttigiega
2. Paul Xuereb (1987–1989), po ustąpieniu Agathy Barbary